# Clavichorema complicatissimum
Clavichorema complicatissimum är en nattsländeart som beskrevs av Schmid 1955. Clavichorema complicatissimum ingår i släktet Clavichorema och familjen Hydrobiosidae. Inga underarter finns listade i Catalogue of Life.

## Bildgalleri

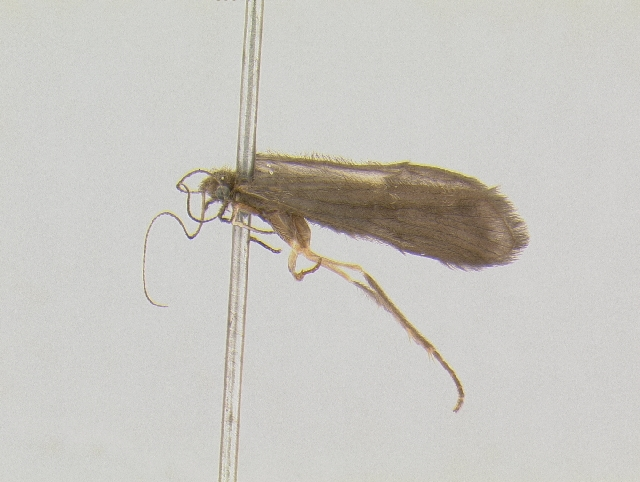